# 埃德蒙德·胡塞爾
埃德蒙德·古斯塔夫·阿尔布雷希特·胡塞爾（德語：Edmund Gustav Albrecht Husserl，1859年4月8日—1938年4月26日）是一名德國哲學家，現象學創立者。

## 生平
胡塞爾生於捷克摩拉維亞地區的小鎮普羅斯涅茲，出身於一個猶太人家庭。
作為弗朗兹·布伦塔诺及卡尔·斯图姆夫的學生，他影響了艾蒂特·史坦茵(圣十字德兰本笃修女)、奧伊根·芬克、馬丁·海德格爾、讓·保羅·薩特及莫里斯·梅洛-龐蒂。因為赫尔曼·外尔曾接觸胡塞爾，所以鍾情於學院派邏輯。自1886年，他在哈勒大学以導師身份（相当于副教授）教授哲學，并于1887年，他開始相信基督教並且加入了路德會，同年结婚，并在此育有两儿一女。1901年至1916年，他分別在哥廷根大学及弗萊堡大學擔任教授，直到1928年退休為止。退休後胡塞爾仍然利用弗萊堡大學圖書館來繼續他的研究及著作，直到他的得意門徒海德格爾擔任校長時，以胡塞爾的猶太人血統為理由禁止胡塞爾進入為止。

## 學術貢獻
胡塞爾認為——與羅素及懷德海一樣——算術實際上是「先驗」科學。不同的是，羅素與懷德海的分析基礎是邏輯學。胡塞爾則是發展出全新的哲學方法，來探究必然真理的性質。他稱之為「現象學」( phenomenology )。
胡塞爾將現象學定義為對意識本質結構的科學研究，但現象學並不代表表象與根本實在之間存在著對立 (「現象學」源自於希臘文，意指「表象」。康德曾用「現象」一詞指稱我們的經驗世界)。胡塞爾承諾，藉由描述意識結構，可以找到確定性，其中包括他身為數學家時不斷尋求的算術基礎。為此，胡塞爾描述了現象學的觀點：意識被視為一種「意向」，也就是說，意識總是朝向某個客體，不管它是物質的，還是跟數學一樣是「觀念的」。要獲得現象學的觀點，必須透過一連串的現象「還原」，亦即描述意識的本質特徵 (即意識的「意義」)。胡塞爾認為這些意義（與康德的範疇相同）是普世與必然的，同時也反對歐洲（與美國）哲學瀰漫一股「相對主義」風潮。
胡塞爾晚年時，納粹已逐漸掌握德國政局，世界也戰雲密布。因此，胡塞爾對人類知識的興趣，也轉而朝向社會層面與「存在」層面。同時也警告，歐洲文明將因相對主義與非理性主義的猖獗而陷入「危機」（同一時間，維也納的邏輯實證論者也提出相同的警告）。

## 外部連結

### 胡塞爾著作
- Husserl-Archives Leuven The main Husserl-Archive in Leuven，現象學研究國際中心
  - Husserliana: Edmund Husserl Gesammelte Werke （页面存档备份，存于） 胡塞爾著作全集(仍在編撰中)
  - Husserliana:Materialien （页面存档备份，存于） 教材
  - Husserliana:Documente （页面存档备份，存于） 文件
  - Edmund Husserl Collected Works （页面存档备份，存于） 胡塞爾著作的英語版本
- Husserl-Archives Cologne （页面存档备份，存于） at the University of Cologne
- Husserl-Archives Freiburg
- Husserl Archives at the New School (紐約)
- Archives Husserl de Paris at the École normale supérieure, Paris.
- Cartesian Meditations (笛卡兒的沈思)  在 Internet Archive
- Ideas, Part I 在 Internet Archive

### 胡塞爾研究
- 倪梁康：〈思考「自我」的兩種方式——對胡塞爾1920年前後所撰三篇文字的重新解讀〉 （页面存档备份，存于）（2010）
- 倪梁康：〈胡塞爾哲學中的「原意識」與「後反思」〉 （页面存档备份，存于）（1998）
- 倪梁康：〈胡塞爾與海德格爾的存在問題〉（页面存档备份，存于）（1999）
- 倪梁康：〈《邏輯研究》中的觀念對象和觀念直觀〉 （页面存档备份，存于）（2009）
- 倪梁康：〈關於胡塞爾的《内時間意識現象學》〉 （页面存档备份，存于）（2009）
- 倪梁康：〈胡塞爾的意向性概念與休謨的信仰概念〉 （页面存档备份，存于）（2003）
- 倪梁康：〈深邃與明晰——海德格爾－胡塞爾關係漫談〉（页面存档备份，存于）（1997）

## 相關網站
- www.husserlpage.com （页面存档备份，存于） "Aim:  To provide easy access to those net resources pertaining to the life and work of the 20th century philosopher, Edmund Husserl."
- Husserl.net （页面存档备份，存于） 胡塞爾著作開放內容計劃
- Husserl.info 文章、現象學目錄及參考書目資料庫、指南、Wesenschau（页面存档备份，存于） 電子期刊及現象學的目錄及論壇
- Ontology. A resource guide for philosophers （页面存档备份，存于） Edmund Husserl's Formal Ontology.
- Stanford Encyclopedia of Philosophy entry （页面存档备份，存于）
- The Husserl Circle （页面存档备份，存于）
- 韋漢傑 : 胡塞爾(下)(香港人文哲學會) （页面存档备份，存于）
- 埃德蒙德•胡塞爾 （页面存档备份，存于） on Sogou

## 研究書目
- 倪梁康：《現象學及其效應》（北京：三聯書店，1994）。
- 張慶熊：《熊十力的新唯識論與胡塞爾的現象學》（上海：上海人民出版社，1995）。